# Junquito denticulosus
Genre
Espèce
Junquito denticulosus, unique représentant du genre Junquito, est une espèce d'opilions laniatores de la famille des Zalmoxidae.

## Distribution
Cette espèce est endémique du District capitale de Caracas au Venezuela.

## Description
Le mâle holotype mesure 2,21 mm et la femelle paratype 1,95 mm.

## Publication originale
- González-Sponga, 1999 : « Aracnidos de Venezuela. Dos nuevos géneros y cinco nuevas especies de Opiliones Laniatores (Phalangodidae). » Acta Biologica Venezuelica, vol. 19, no 2, p. 29–44.